# Петербурзький мирний договір (1723)
Петербурзький договір 1723, між Росією та Іраном. Підписано 12 вересня за результатами Перського походу Петра I. До Росії відходили південне та західне узбережжя Каспійського моря з Дербентом, Баку, Рештом та провінціями Ширван, Ґілян, Мазендеран та Астрабад. Росія обіцяла Ірану військову допомогу проти повсталих афганських племен і Туреччини, що вторглися в межі останньої.
Однак ще тим часом, поки іранський посланник Ісмаїл-бек перебував у дорозі, шах Солтан Хусейн потрапив у полон до афганців, а новим шахом проголошений його син Тахмасп II (який, втім, на той час був визнаний ще далеко не всіма провінціями). Останній для зміцнення своїх позицій спочатку підтвердив повноваження Ісмаїл-бека, але невдовзі змінив рішення і наказав повернути його. Проте гінця від шаха було затримано консулом С. Аврамовим та Ісмаїл-бек, прибувши до Санкт-Петербурга, уклав договір. Прибули ж у Персію для ратифікації договору князю Б. Мещерському та секретареві Аврамову Тахмасп II, звинувативши Ісмаїл-бека у зраді, заявив, що він не давав цьому посланцю жодних повноважень і категорично відмовився ратифікувати договір. Ісмаїл-бек, що повернувся в Гілян, сам марно намагався домогтися аудієнції з шахом, щоб переконати його ратифікувати договір, але, дізнавшись про негативне розташування до себе шаха, поїхав до Росії.
Надалі ця обставина дала привід деяким історикам (зокрема західним) вважати цей договір невалідним. Проте він підтверджений Константинопольським договором 1724 між Туреччиною та Росією (сам Іран, уряд шаха, ніколи цей договір не підписував і не визнавав). Після смерті Петра I за Рештським (1732)  і Гянджинським (1735)  трактатам придбані згідно з Петербурзьким договором Росією території все ж таки були повернуті Ірану.